# Mario Barth

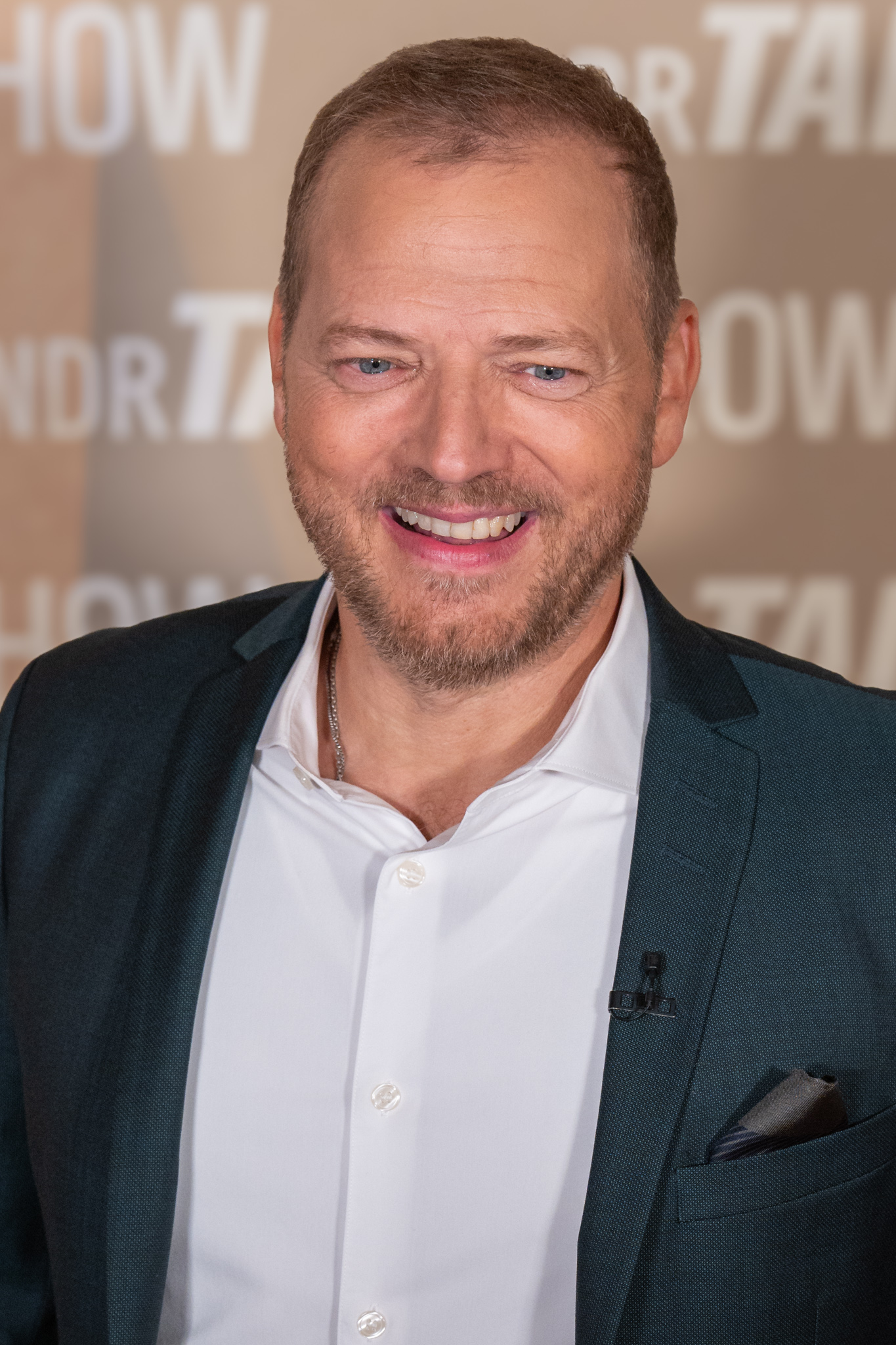
Mario Barth, 2023

Mario Barth, född 1 november 1972 i Västberlin, är en tysk komiker, skådespelare, författare och programledare. 
Barth växte upp i Berlinförorten Mariendorf och utbildade sig till telekommunikationstekniker och därefter till skådespelare. Han slog igenom som ståuppkomiker omkring millennieskiftet 2000. Ett av hans stora återkommande teman i flera bästsäljande böcker, TV-program och live-shower har varit relationer mellan män och kvinnor. 
Han tillhör Tysklands mest kända komiker och innehar bland annat Guiness-världsrekordet för flest liveåskådare på en ståuppshow, 70 000 åskådare på Berlins Olympiastadion 12 juli 2008. Sedan 2009 leder han  TV-programmet Willkommen bei Mario Barth på kanalen RTL. Han är bosatt i Berlin och Düsseldorf.